# Тумаков, Алексей Александрович
Алексе́й Алекса́ндрович Тумако́в (род. 28 августа 1983, Выборг, Ленинградская область) — российский парафутболист, полузащитник. Двукратный паралимпийский чемпион (2000 и 2012) по футболу 7×7, трёхкратный чемпион мира, заслуженный мастер спорта России. В 2019 году закончил профессиональную карьеру парафутболиста.

## Награды
- Заслуженный мастер спорта России (2000)
- Медаль ордена «За заслуги перед Отечеством» II степени (6 апреля 2002) — за большой вклад в развитие физической культуры и спорта, высокие спортивные достижения на XI Паралимпийских играх 2000 года в Сиднее[3]
- Медаль ордена «За заслуги перед Отечеством» I степени (30 сентября 2009) — за большой вклад в развитие физической культуры и спорта, высокие спортивные достижения на XIII Паралимпийских играх 2008 года в Пекине[4]
- Орден Дружбы (10 сентября 2012) — за большой вклад в развитие физической культуры и спорта, высокие спортивные достижения на XIV Паралимпийских летних играх 2012 года в Лондоне[5]